# Thomas Steers
Thomas Steers (1672-1750), né dans le Kent, fut le premier grand ingénieur civil anglais, qui construisit à partir de 1712 de nombreux aménagements et canalisations de rivières, ainsi que les travaux du port de Liverpool et plusieurs monuments de la ville.

## Soldat de laGlorieuse Révolution
À l'âge de seulement 18 ans, il participa à la Glorieuse Révolution qui renversa le roi Jacques II (Jacques VII d'Écosse), dans l'armée du hollandais Guillaume III, prince d'Orange, pour instaurer une monarchie constitutionnelle et un parlementaire à la place du gouvernement autocratique des Stuarts.
Il combattit ensuite à la bataille de la Boyne, en Irlande en 1690, puis contre l'armée française de Louis XIV dans les Flandres aux côtés des hollandais, chez qui il découvrit l'art du creusement des canaux et de l'organisation des digues. Il revint dans le Kent en 1697, où des travaux d'aménagements portuaires avaient lieu. Il y épousa en 1698 ou 1699 Henrietta Maria Barber.
Il fit la connaissance en Flandres de Lord Derby, un notable influent de Liverpool, qui l'a probablement sélectionné à la place d'Henry Huss et George Sorocold. Ces deux derniers avaient aussi l'expérience de la construction de docks et visitèrent Liverpool avant lui.

## Architecte du port et maire de Liverpool
Thomas Steers construisit les premiers quais commerciaux, l'Old Dock et le Salthouse Dock, à Liverpool, ainsi qu'un Théâtre et l'Église Saint-Georges.
Maire de Liverpool de 1739 à 1740 il fut désigné responsable de la fortification de la ville lors des rébellions jacobites, en particulier celle qui accompagna la bataille de Culloden de 1745.

## L'ingénieur des rivières et canaux
Steers a exécuté une étude du cours des rivières Irwell et Mersey entre Warrington et Manchester en 1712. Une loi du Parlement britannique  autorisant une canalisation fut passée en 1721 et l'aménagement sur 15 kilomètres, avec huit écluses, fut acheté en 1725.
Son succès le plus significatif en matière d'aménagement de la navigation fluviale fut le canal de Newry, en Irlande, dont il supervisa les études en 1736 puis la construction jusqu'en 1741, lorsqu'il fut remplacé par Acheson Johnson qui acheva l'ouvrage en 1745. Son assistant Henry Berry deviendra ensuite l'architecte et promoteur du Sankey Canal, le premier canal anglais.
En 1742, Steers prit la responsabilité des travaux de la Navigation Douglas qui aménagea le cours jusqu'à la confluence avec la Ribble, permettant d'acheminer le charbon du Lancashire de Wigan à l'estuaire de la rivière Douglas, puis Liverpool et ensuite à l'Irlande toute proche.
Les travaux de l'historien anglais Tony Stuart Willan ont montré l'importance de la navigation fluviale aux  et 17e et 18e siècles en Grande-Bretagne, et sa grande complémentarité avec le cabotage puis avec la circulation marchande sur les canaux à partir de la seconde partie du 18e siècle.